# Апачі

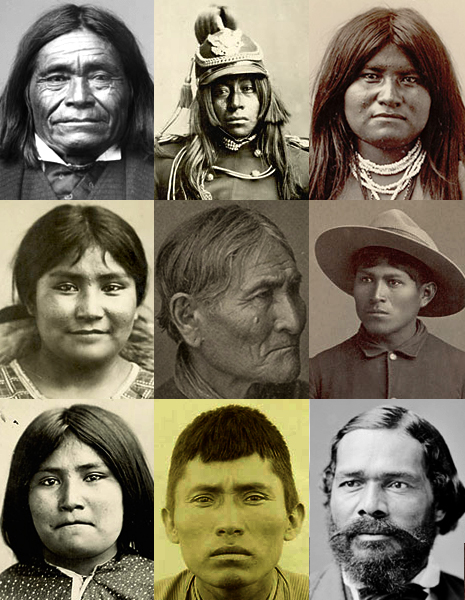
Портрети людей племені апачі

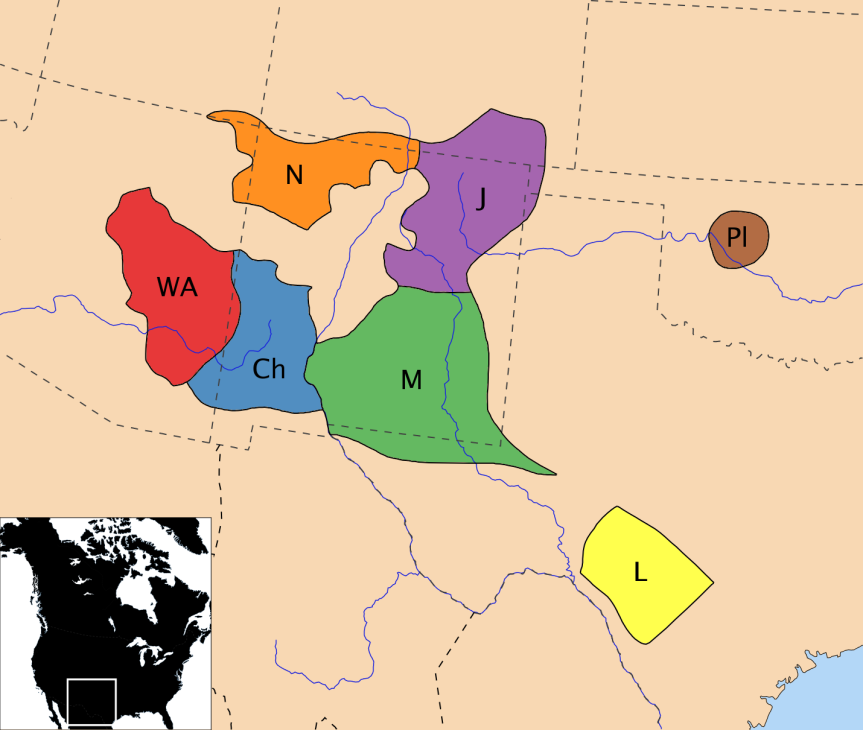
Розселення апачі

Апа́чі — індіанці Північної Америки, мешкають у резерваціях штатів Нью-Мексико, Аризона (США); близько 11 тисяч, мова атапаської мовної групи.

## Історія

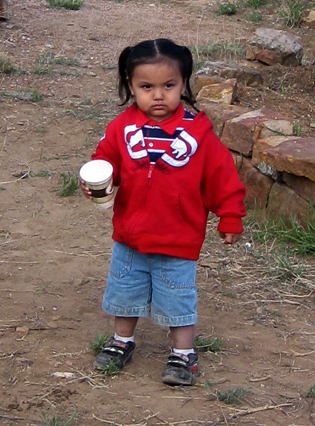
Хлопчик апачі

Плем'я індіанців апачі перекочувало в південно-західну частину Північноамериканського континенту з Аляски, а потім — у Ріо-Гранде, де розділилося на дві частини, використовуючи річку як природний кордон. Варто зауважити, що апачі були войовничим кочовим населенням, так і не осілим на якійсь певній території.
Основним засобом виживання цілого племені було полювання на бізонів. Оскільки саме ця тварина забезпечувала апачі усім необхідним для життя, вона вважалася тотемною, тобто священною. Завдяки кочовому способу життя, апачі швидко оцінили перевагу завезених першими переселенцями коней і незабаром не тільки самі використовували їх як засіб пересування, а й навчали інших особливому виду верхової їзди. Однак мінуси кочового життя почали досить явно виявлятися, коли апачі стали просуватися далі на південь.
Вторгнення у володіння команчі коштувало кочівникам величезних втрат і змусило просуватися далі, в Техас і Мексику. Але войовничий норов апачі і тут обернувся їм на шкоду.
Війна з іспанцями у 1730-ті рр. майже повністю знищила і без того нечисленне плем'я. Правда, іспанцям вона теж коштувала немалих втрат і жертв. Ворожнеча припинилася лише у 1743 р., коли ватажок іспанських переселенців був змушений погодитися на підписання акту про передачу земель Техасу у володіння апачів. Кількома роками пізніше на офіційній церемонії, вождь племені публічно опустив в глибоку яму свою бойову сокиру на знак примирення. До речі, саме з цього моменту в усі європейські мови міцно увійшов вираз «закопати сокиру війни». З часом, апачі налагодили міцні зв'язки з переселенцями, що забезпечувало одним та іншим надійний захист і процвітання. Проте пізніше апачі повторили долю всіх інших племен, не витримавши натиску колоністів.
У 1940 р. на території штату Оклахома було зареєстровано всього 35 представників цього племені, а статистика 1970 вказувала, що їх чисельність у Нью-Мексико становила 1500 осіб.

## Лідер апачі
Джеронімо — відомий військовий лідер апачі, який протягом 25 років очолював боротьбу проти вторгнення США на землю свого племені.
Гоятлай народився в поселенні апачі Бедонкохе, що розташовувався поблизу від річки Хіла, на території сучасної Аризони, у той час — у володінні Мексики, однак родина Джеронімо завжди вважала цю землю своєю.

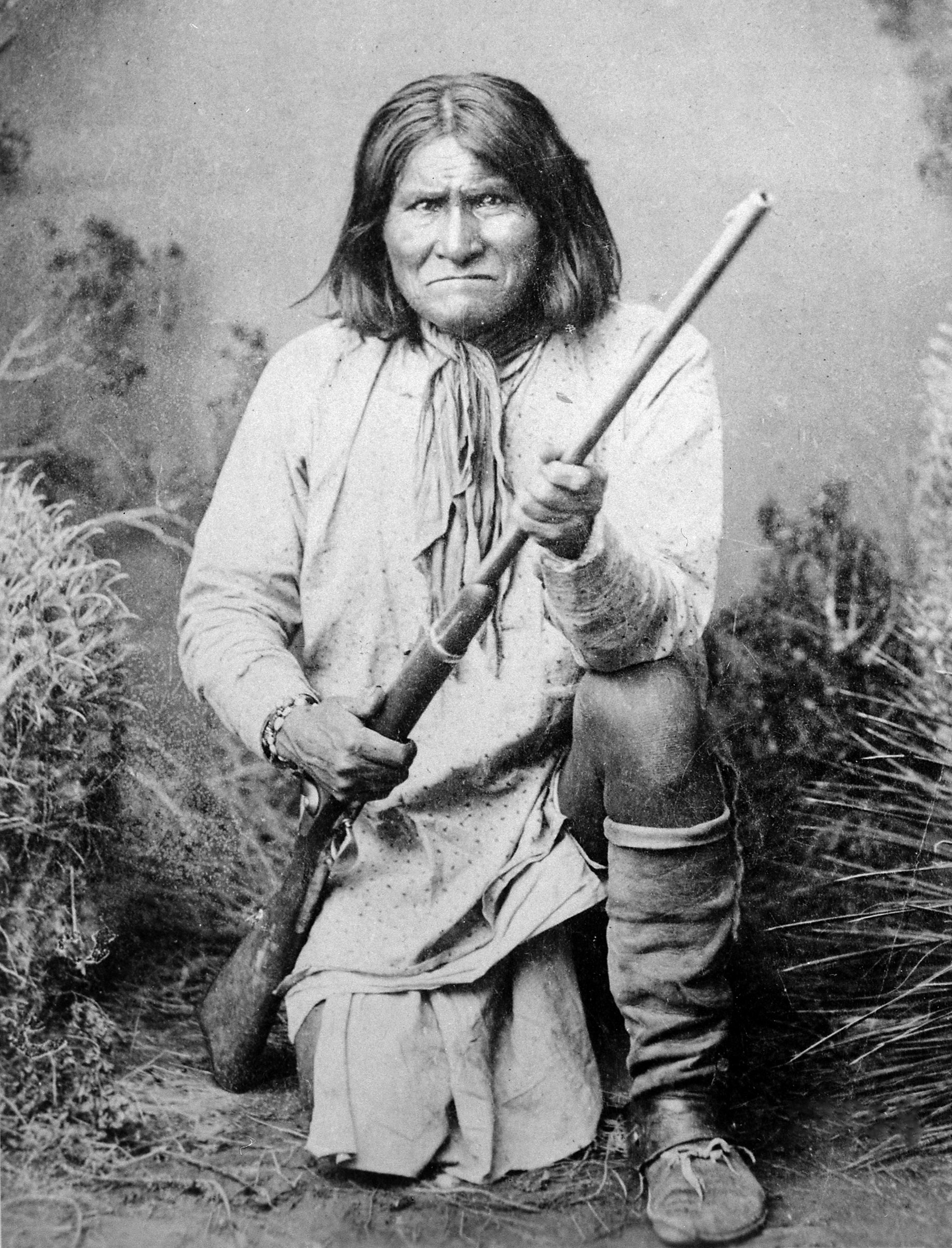
Джеронімо

Походження прізвиська Джеронімо невідомо. Деякі вважають, що воно походить від Святого Ієроніма (в західній вимові Джером), якого мексиканські вороги Гоятлая закликали на допомогу під час боїв. За іншою версією прізвисько Джеронімо — транскрипція того, як дружні йому мексиканські торговці вимовляли справжнє ім'я Гоятлая.
Батьки Джеронімо навчили його відповідно до традицій апачі. Він одружився з жінкою з племені апачі Чірікаухуа і мав трьох дітей. 5 березня 1851 загін з 400 мексиканських солдатів зі штату Сонора під керівництвом полковника Хосе Марія Карраско напав на табір Джеронімо біля Ханоса в той час, коли більшість чоловіків племені вирушили до міста торгувати. Серед вбитих виявилися дружина, діти і мати Джеронімо. Вождь племені, Мангас Колорадас, вирішив помститися мексиканцям і відправив Гоятлая до Кочісу по допомогу. Хоча, за словами самого Джеронімо, він ніколи не був вождем племені, з цього моменту він став його військовим лідером. Для племені Чірікаухуа це також означало, що він був і духовним лідером. Відповідно до займаної посади саме Джеронімо очолював багато рейдів проти мексиканців, а згодом і проти армії США.
Завжди поступаючись чисельністю в битві з мексиканськими і американськими військами, Джеронімо прославився своїми відвагою і невловимістю, які він демонстрував з 1858 по 1886 рік. Наприкінці його військової кар'єри він очолював крихітний загін з 38 чоловіків, жінок і дітей. Цілий рік за ним полювали 5 тисяч солдатів армії США (чверть всієї американської армії на той момент) і кілька загонів мексиканської армії. Люди Джеронімо були одними з останніх незалежних індіанських воїнів, які відмовилися визнати владу уряду Сполучених Штатів на Американському Заході. Кінець опору настав 4 вересня 1886, коли Джеронімо був змушений здатися американському генералові Нельсону Майлзу в Аризоні.
Джеронімо та інших воїнів було відправлено до Форт-Пікенс, штат Флорида, а його сім'ю до Форт-Меріон. Вони возз'єдналися в травні 1887 року, коли всі разом були перевезені до Казарми Маунт-Вернон в Алабамі на п'ять років. 1894 року Джеронімо перевезли у Форт-Сілла в Оклахомі.
У літньому віці він став знаменитістю. Він з'являвся на виставках, включаючи всесвітню виставку 1904 року в Сент-Луїсі, штат Міссурі, де продавав сувеніри та власні фотографії. Однак повернутися на землю предків йому не дозволялося. Джеронімо брав участь у параді з нагоди інавгурації президента США Теодора Рузвельта у 1905 році. Він помер від пневмонії в Форте-Сілла в 1909 році і був похований на місцевому кладовищі полонених індіанців апачі.

## Останні апачі Сьєрра Мадре

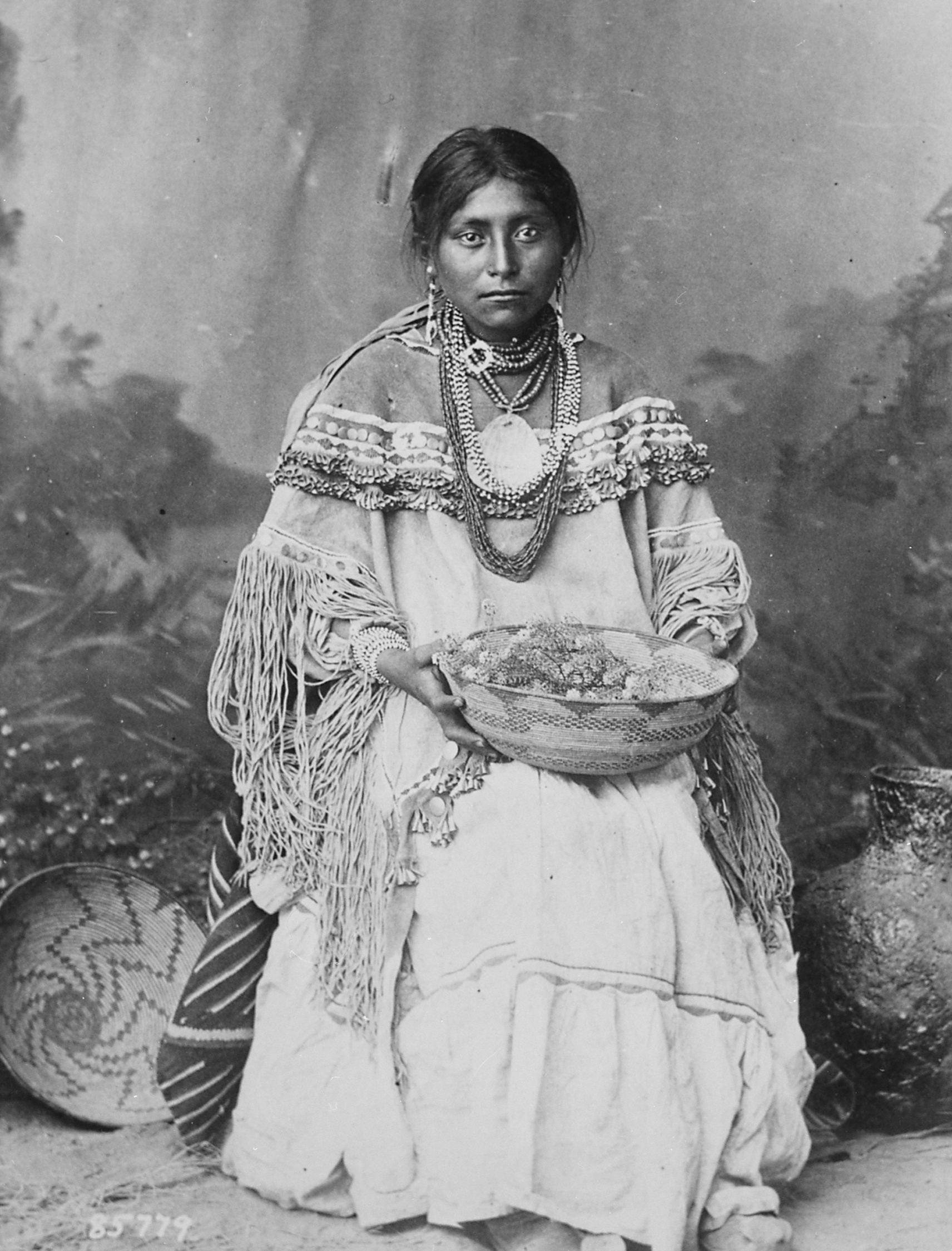
Дівчина апачі у весільній сукні

Уривок із авторської статті «Люди Карміни — останні апачі Сьєрра Мадре»:
|  | Арістея Гарсіа під'їхав до ранчо у Накорі Чіко — невеликого селища біля підніжжя Сьєрра Мадре. В сідлі, обличчям до нього сиділа маленька індіанська дівчинка. Він зупинився біля будинку Джека Роу і привітав його працівників і сім'ю. Роу вийшов з великої глинобитної споруди і мовчки чекав, у той час, як його виконроб (управитель) нервово крутив цигарку. Гарсіа розповів йому про перестрілку з апачами. Це був 1932 … |

Для них, з часу полону Джеронімо, партизанське існування стало звичним; тоді залишилися непокірні індіанці чірікахуа, які розбилися на маленькі групи і зникли в глибині мовчазних ущелин Сьєрра Мадре — матері гірського ланцюга Мексики. Конфлікти з ранчерами, рудокопами і лісорубами були постійними і безперервними: обидві сторони накопичили ненависть один до одного і дрібні зіткнення торкалися кожного, крім дітей, якщо вони, звичайно не були взяті у полон.
Карміна — так звали маленьку дівчинку апачі, про яку розповів Арістея Гарсіа в 1932 році. Її доля була кращою, ніж у більшості її одноплемінників, тому що Джек Роу і його партнер Джек Харріс пожаліли зневірену налякану дитину. Пізніше Харріс і його дружина удочерили дівчинку.

## Цікаві факти
В XIX столітті паризькі хулігани носили одяг, що нагадує одяг апачі, і називали себе «апаш» (фр. apache).